# Arheologija Kosova
Arheologija Kosova kot študijsko in raziskovalno področje se je začela v drugi polovici 20. stoletja. Kosovsko področje arheologije se je razvilo v tandemu z zgodovinskim študijem, študijem virov starodavnih avtorjev, klasičnim filološkim študijem, teološkim raziskovanjem podatkov, topografskimi študijami in terenskimi raziskavami, analizo toponimov, dešifriranjem epigrafskih in zgodovinopisnih podatkov. Prvi podatki o antičnih spomenikih na Kosovu so bili dokumentirani od konca 19. stoletja do začetka druge svetovne vojne, v času, ko so Kosovo obiskovali raziskovalci, vodniki in arheologi, kot so: Evans, Bouè, Hahn, Kanitz, Tomaschek, Domaschevski, Arpad, Vulic, Jireček, Patsch, Domenico Mustilli, itd.
V 1950-ih so se raziskovalci na Kosovu začeli osredotočati na preučevanje prazgodovine in antike. Razvoj znanstvenih arheoloških raziskovalnih metod se začne z ustanovitvijo Muzeja Kosova leta 1949, kasneje pa so bile te študije podprte z ustanovitvijo drugih relevantnih lokalnih in regionalnih ustanov. Leta 2003 je Ministrstvo za kulturo, mladino in šport Kosova ustanovilo Arheološki inštitut Kosova in od takrat je bilo izkopanih in evidentiranih veliko arheoloških najdišč. Od takrat so bile na nekaterih arheoloških najdiščih izvedene geofizikalne, geomagnetne, arheometalurške in arheobotanične študije v tesnem sodelovanju s partnerji iz Nemčije, kot je Nemški arheološki inštitut, in drugimi relevantnimi mednarodnimi institucijami z enakim interdisciplinarnim dostopom. Občina Ferizaj je posebej bogata z arheološkimi najdbami.

## Predneolitik
Zaradi svoje lege in obilice naravnih virov je bilo Kosovo že od antičnih časov odličen kraj za življenje. Potencialna arheološka najdišča na Kosovu se povečujejo zaradi nedavnih odkritij in raziskav ter površnih sledi, ki dajejo nove vpoglede v kosovsko antiko. Najzgodnejši dokumentirani sledovi na ozemlju Kosova sodijo v obdobje kamene dobe. Na primer jama Radivojce, ki so v bližini izvira reke Drim, jama Grnčar v občini Vitina ter jami Dema in Karamakaz v Peči. Ni zadostnih dokazov, ki bi kazali na bivanje v paleolitiku.

## Neolitik (okoli 6500–3500 pr. n. št.)
Časovni okvir 6500–3500 pr. n. št. je treba obravnavati kot relativni realni obseg neolitika na Balkanu.
Nekateri dokazi kažejo, da so imele ženske pomembno vlogo kot matriarhat v neolitiku.

## Bakrena doba (okoli 3500–2500 pr. n. št.)
Med bakreno dobo je Kosovo doživelo premik od matriarhalne k patriarhalno organizirani družbi ter ločenim družbenim razredom.

## Bronasta doba (okoli 2500–1100 pr. n. št.)
Bronasta doba, ki je sledila bakreni dobi, se je raztezala v časovnem obdobju od 2500 do 1100 pr. n. št. Z napredkom metalurške industrije in z mešanjem bakra s kositrom je nastal bron kot zlitina. Izum formule za ustvarjanje te močnejše kovine je privedel do proizvodnje orožja, orodja in nakita. V preteklosti so raziskave na Kosovu zabeležile na desetine naselbin, grobišč in utrdb zgodnje, srednje in pozne bronaste dobe.

## Železna doba (okoli 1100 – sredina 4. stoletja pr. n. št.)
V železni dobi je Kosovo uporabljalo kovine za orožje in orodje. Območje je imelo naselja in trdnjave, nekatere z naravno zaščito in ugodnimi legami. Grobne gomile, imenovane tumulus, so bile pomembna značilnost dardanske religije. Razpršeni so bili po vsej regiji, pogosto v skupinah ali sami.
- Najdišča iz neolitskega obdobja na Kosovu
- Bakrenodobna najdišča na Kosovu
- Bronastodobna najdišča na Kosovu
- Železnodobna najdišča na Kosovu
- Najdišča iz rimskega obdobja na Kosovu

## Rimsko obdobje
Rimljani so uvedli svoj upravni in vojaški sistem, razširili suženjstvo in pripeljali do procesa romanizacije v prvih štirih stoletjih 1. tisočletja našega štetja. Kljub temu dardansko prebivalstvo ni opazilo bistvenih etničnih sprememb.
Z izvajanjem agrarne politike, ki so jo vsiljevali rimski vladarji, sta ager provincialis in ager publicus postala last rimske države. Vendar je nekaj lokalne uprave ohranilo nekaj politične moči. Uvedeni so bili novi davki, med drugim tributum soli in tributum capiti. V prvih dveh stoletjih rimske uprave v Dardaniji so bili staroselci uporabljeni kot sužnji in delovna sila v rudarstvu in poljedelstvu. Medtem so rimski veterani pridobili velika posestva in bili spodbujeni, da pridobijo toliko sužnjev, kolikor jih je potrebno za težko delo.
Pax Romana je ustvaril pogoje za nov gospodarski razvoj in širjenje rimske civilizacije v osvojenih provincah. S padcem Dardanskega kraljestva pod rimsko oblast in upravo je dardansko ozemlje postalo del novo ustanovljene rimske province Mezije, kar se je po pisnih virih zgodilo med letoma 2 in 6 pr. Leta 86 našega štetja, v času vladavine cesarja Domicijana (81–96 n. št.), je Dardanija postala del nove province, znane kot rimska provinca Zgornja Mezija (Moesia Superior). Leto 297 našega štetja je bilo za Dardanijo in Dardance zelo pomembno leto, saj je to leto zaznamovalo ustanovitev rimske province Dardanija, ki je bila samoupravna provinca v okviru Rimskega cesarstva. Kljub obstoju urbanih središč na primer; Scupi (Skopje, Severna Makedonija), Ulpiana (Lipljan, Kosovo), Naissus (sodobni Niš), Municipium Dardanorum, itd., je bila romanizacija Dardanije bežna in površna, kar je dokumentirano tudi z obstojem dardanskih utrdb in mest v celotnem obdobju rimske vladavine.
Od druge polovice 19. stoletja do začetka druge svetovne vojne so različni popotniki–pisci Ami Boue, Gilfierding, Hahn, MaKenzie, Yrbi, Domaschevski, Premestein, Jastrebov, Vulic, Truhelka, Boskovic, Kaniz, Tomaschek, Jiricek, Patsch, Saria itd., radi obiskovali te kraje predvsem z raziskovanjem in zapisovanjem rimske antike kosovskega ozemlja.
Rimska oblast je prinesla velike spremembe v deželah, kjer so živeli Dardanci; bili so odgovorni tudi za urbanizacijo regije, pa tudi za družbene, kulturne, gospodarske in verske spremembe pod vplivom Rimljanov, kar je dokumentiral kosovski pionir arheologije, znanstveni delavec Kosovskega muzeja, zdaj že pokojni Emil Čerškov.

## Kosovski muzej
Kosovski muzej je najzgodnejša institucija kulturne dediščine, ustanovljena z namenom ohranjanja, restavriranja-konzerviranja in predstavljanja premične dediščine na ozemlju. Je v posebnem objektu, tako z arhitekturnega vidika kot tudi zaradi svoje lokacije, saj stoji v starem mestnem jedru Prištine. Dejansko Kosovski muzej deluje od leta 1949. Vendar pa je bila stavba muzeja zgrajena leta 1889 in je bila zasnovana v skladu z avstro-ogrskim gradbenim slogom, njen pravi cilj pa je bil vzpostavitev visokega vojaškega poveljstva tistega časa.
Muzej sestavljajo tri enote: Kosovski muzej, Stanovanjski kompleks Emina Gjikuja, kjer je bila predstavljena etnološka razstava in Muzej neodvisnosti. Muzej sestavljajo štirje sektorji, arheološki sektor, etnološki sektor, zgodovinski sektor in naravoslovni sektor.

### Etnološki muzej
Etnološki muzej je sestavni del Kosovskega muzeja, ki je v starem stanovanjskem kompleksu, sestavljenem iz štirih stavb: dve sta iz 18. stoletja in dve iz 19. stoletja. Stanovanjski kompleks je zgradila družina Gjinolli ali Emin Gjiku, ki je nato emigrirala v Turčijo v letih 1958–59. Kasneje so v tem stanovanjskem kompleksu odprli Naravoslovni muzej. Leta 2006 je bila v tem stanovanjskem kompleksu postavljena stalna etnološka razstava Kosovskega muzeja. Koncept etnološkega muzeja temelji na 4 temah, ki predstavljajo življenjski cikel od rojstva, življenja, smrti in duhovne dediščine prebivalcev Kosova.
Kamnita hiša ali sinagoga je tudi del muzeja, ki je bil v 1950-ih letih prenesen iz starega dela mesta Priština v ta stanovanjski kompleks. Danes služi kot središče sodobne umetnosti.

### Arheološki park
Arheološki park oziroma lapidarij Kosovskega muzeja je bil zasnovan tako, da postane dodaten del razstave arheološke dediščine Kosova na prostem. Arhitekturni fragmenti, epigrafski napisi, oltarji in pesjaki ali nagrobniki, ki poleg mitoloških prizorov, pogrebnih procesij, predstavitev podob preteklih potomcev, dopolnjenih z vklesanimi napisi, odsevajo duhovni in materialni svet antičnega obdobja Dardanije.
Pravzaprav je Arheološki park zasnovan tako, da služi kot lapidarij, ki je vnaprej določeno mesto za razstavljanje kamnitih spomenikov in arhitekturnih fragmentov arheološke narave. Park je predviden kot obeležje antike in civilizacijske stopnje iz pradavnine ter za organizacijo kulturnih in izobraževalnih dogodkov za otroke in mladino.